# Veronski seznam
Veronski seznam (latinsko Laterculus Veronensis) je seznam rimskih provinc od vladavine cesarjev Dioklecijana in Konstantina I. Seznam je ohranjen samo na prepisu iz 7. stoletja, ki ga hrani Kapiteljska knjižnica (Biblioteca Capitolare) v Veroni.
Najnovejša izdaja je kritična izdaja Timothyja Barnesa iz leta 1982. Med prejšnje izdaje spadajo izdaje Theodorja Mommsena (1862), Otta Seecka v Notitia dignitatum (1876) in Aleksandra Rieseja v Geographi Latini minores (1878).

## Opis
Dokument vsebuje seznam imen vseh provinc Rimskega cesarstva, skupaj okoli sto, organiziranih v dvanajst reorganiziranih regij imenovanih  dioceza. Dioceze niso naštete na skupnem seznamu, ampak ločeno na vzhodni in zahodni del cesarstva. V vzhodno skupino so spadale dioceze Orient, Pont, Azija, Trakija, Mezija in Panonija, v zahodno skupino pa dioceze Britanija, Galija, Vienenska Galija, Italija, Hispanija in Afrika. Vzhodne dioceze so naštete od juga proti severu v smeri proti urnemu kazalcu, se pravi od Afrike preko Azije do Evrope. Zahodne dioceze niso naštete tako sistematično, v grobem pa v smeri proti urnemu kazalcu od severa proti jugu, se pravi od Evrope proti Afriki. 
Theodor Mommsen je stanje provinc datiral v leto 297. Kasnejše raziskave so seznam datirale v leta  314–324 za vzhodni del in 303–314 za zahodni del Rimskega cesarstva. Najnovejše delo Timothyja Barnesa in Constantina Zuckermana kaže, da celoten seznam ustreza stanju okoli leta  314, se pravi med zmago Licinija I. nad Maksiminom II. leta 313 in njegovim porazom v državljanski vojni s Konstantinom I. leta  316-317.

## Seznam
Orient (Oriens, 18  [v resnici 17] provinc)
[1] Gornja Libija, [2] Spodnja Libija, [3] Tebe,  [4] Jupitrov Egipt, [5] Herkulov Egipt,  [6] Arabija (Nova), [7] Arabija; [8] Augustov Libanon, [9] Palestina, [10] (Sirija) Fenicija, [11] Obalna Sirija, [12] Augustov Evfrat, [13] Kilikija, [14] Izavrija, [15] Ciper; [16] Mezopotamija, [17] Osroena
Pont (Pontica, 7 provinc)
[18] Bitinija, [19] Kapadokija, [20] Galatija, [21] Paflagonija, [22] Diospont, [23] Polemonijev Pont, [24] Mala Armenija
Azija (Asiana, 9 provinc)
[25] (Likija in) Pamfilija, [26] Prva Frigija,  [27] Druga Frigija, [28] Azija, [29] Lidija, [30] Karija, [31] Otoki, [32] Pizidija, [33] Helespont
Trakija (Thracia, 6 provinc)
[34] Evropa, [35] Rodopi, [36] Trakija, [37] Hemimont, [38] Skitija, [39] Spodnja Mezija
Mezija (Moesiae, 11 provinc)
[40] Sredozemska Dakija, [41]  Celinska Dakija; [42] Gornja Mezija, [43] Dardanija, [44] Makedonija, [45] Tesalija, [46] Ahaja, [47] Prevalitanija, [48] Novi Epir, [49] Stari Epir, [50] Kreta
Panonija (Pannoniae, 7 provinc)
[51] Spodnja Panonija, [52] Savska Panonija, [53] Dalmacija, [54] Valerija, [55] Gornja Panonija, [56] Celinski Norik, [57] Sredozemski Norik
Britanija (Britanniae, (6 [v resnici 4] province)
[58] Prva Britanija, [59] Druga Britanija, [60] Maxima Caesariensis, [61] Flavia Caesariensis
Galija (Galliae, 8 provinc)
[62] Prva Belgija, [63] Druga Belgija, [64] Prva Germanija,  [65] Druga Germanija, [66] Sekvanija, [67] Prva lugdunska, [68] Druga lugdunska, [69] Grajske in Peninske Alpe
Viena (Viennensis, 7 provinc)
[70] Viena, [71] Prva narbonska, [72] Druga narbonska, [73] Novem Populi, [74] Prva akvitanska, [75] Druga akvitanska, [76] Obmorske Alpe
Italija (Italia, 16 [v resnici 12] provinc)
[77] Benečija in Istra, [78] Emilija in Ligurija; [79] Flaminija in Picen; [80] Toskana in Umbrija, [81] Kampanija, [82] Apulija in Kalabrija, [83] Lukanja [in Briti]; [84] Sicilija,  [85] Sardinija, [86] Korzika, [87] Kotijska Alpe; [88] Retija
Hispanija (Hispaniae, 6 provinc)
[89] Betika, [90] Luzitanija, [91] Kartagena, [92] Galicija, [93] Tarakonija, [94] Tingiška Mavretanija
Afrika (Africa, 7 provinc)
[95] Afrika, [96] Bizakena, [97] Tripolitanija, [98] Numidia Cirtensis, [99] Numidia Militiana, [100] Cezarejska Mavretanija, [101] Mavretanija Sitifensis/Tubusuctitana

## Sklic
1. ↑  Verona, Biblioteca Capitolare, MS II (2), at fol. 255 recto, line 14-fol. 256 recto, line 19; E. A. Lowe, Codices Latini Antiquiores 4 (Oxford, 1947), str. 21, No 477.